# Municipio de Springdale (Kansas)
El municipio de Springdale (en inglés: Springdale Township) es un municipio ubicado en el condado de Sumner en el estado estadounidense de Kansas. En el año 2010 tenía una población de 753 habitantes y una densidad poblacional de 8,12 personas por km².

## Geografía
El municipio de Springdale se encuentra ubicado en las coordenadas 37°20′38″N 97°38′21″O / 37.34389, -97.63917. Según la Oficina del Censo de los Estados Unidos, el municipio tiene una superficie total de 92.71 km², de la cual 92,71 km² corresponden a tierra firme y (0 %) 0 km² es agua.

## Demografía
Según el censo de 2010, había 753 personas residiendo en el municipio de Springdale. La densidad de población era de 8,12 hab./km². De los 753 habitantes, el municipio de Springdale estaba compuesto por el 96,81 % blancos, el 0,4 % eran afroamericanos, el 0,53 % eran amerindios, el 0,13 % eran asiáticos y el 2,12 % eran de una mezcla de razas. Del total de la población el 1,2 % eran hispanos o latinos de cualquier raza.